# James Beckford
James Charles Beckford (ur. 9 stycznia 1975 w Saint Mary) – jamajski lekkoatleta, skoczek w dal. Medalista igrzysk olimpijskich z Atlanty oraz olimpijczyk z Sydney i Aten, trzykrotny medalista mistrzostw świata (w tym halowy wicemistrz z 2004 roku), medalista uniwersjady.

## Przebieg kariery
W 1995 roku wystąpił na mistrzostwach świata, biorąc udział w trzech konkurencjach – oprócz startu w konkursie skoku w dal zakończonego zdobyciem srebrnego medalu wystąpił też w konkurencji trójskoku (gdzie awansował do finału i zajął 6. miejsce) oraz sztafety 4 × 100 m (wówczas biegł na pierwszej zmianie, ekipa Jamajki zajęła 4. miejsce w finale, przegrywając walkę o medal o 0,03 z sztafetą z Włoch).
Podczas igrzysk olimpijskich w Atlancie sięgnął po tytuł wicemistrzowski. W finale zmagań Jamajczyk uzyskał rezultat 8,29 m, przegrywając walkę o złoto z reprezentantem Stanów Zjednoczonych Carlem Lewisem o 0,21 m.
W 1997 roku był uczestnikiem mistrzostw globu rozgrywanych zarówno w hali, jak i na stadionie. Swe występy zakończył odpowiednio na 5. i 4. miejscu w finale zmagań. Brał udział w rozgrywanej w Katanii uniwersjadzie, tam zdobył srebrny medal. Rok później zdobył medale igrzysk Ameryki Środkowej i Karaibów, a także igrzysk dobrej woli.
W trakcie igrzysk olimpijskich w Sydney odpadł w fazie eliminacji, gdzie uzyskał wynik 7,98 m – z nim uplasował się na 9. miejscu w grupie oraz 14. miejscu w gronie wszystkich zawodników. W 2003 roku Beckfordowi udało się zdobyć drugi w karierze tytuł wicemistrza świata, na czempionacie w Paryżu, rok później zaś tego samego koloru krążek wywalczył na halowych mistrzostwach świata w Budapeszcie. W finale konkursu skoku w dal rozgrywanego w ramach igrzysk olimpijskich w Atenach zajął 4. miejsce z rezultatem 8,31 m, walkę o brązowy medal przegrał o 0,01 m z reprezentantem Hiszpanii Joanem Lino Martínezem.

## Osiągnięcia
| Rok     | Zawody                                | Miasto     | Miejsce | Konkurencja        | Wynik |
| ------- | ------------------------------------- | ---------- | ------- | ------------------ | ----- |
| 1995    | Mistrzostwa świata                    | Göteborg   | 4.      | sztafeta 4 × 100 m | 39,10 |
| 1995    | Mistrzostwa świata                    | Göteborg   | srebro  | skok w dal         | 8,30  |
| 1995    | Mistrzostwa świata                    | Göteborg   | 6.      | trójskok           | 17,13 |
| 1995    | Finał Grand Prix IAAF                 | Monako     | brąz    | skok w dal         | 8,20  |
| 1996    | Igrzyska olimpijskie                  | Atlanta    | srebro  | skok w dal         | 8,29  |
| 1997    | Halowe mistrzostwa świata             | Paryż      | 5.      | skok w dal         | 8,17  |
| 1997    | Mistrzostwa świata                    | Ateny      | 4.      | skok w dal         | 8,14  |
| 1997    | Uniwersjada                           | Katania    | srebro  | skok w dal         | 8,35  |
| 1997    | Finał Grand Prix IAAF                 | Fukuoka    | srebro  | skok w dal         | 8,40  |
| 1998    | Igrzyska dobrej woli                  | Nowy Jork  | brąz    | skok w dal         | 8,34  |
| 1998    | Igrzyska Ameryki Środkowej i Karaibów | Maracaibo  | srebro  | skok w dal         | 8,16  |
| 1999    | Halowe mistrzostwa świata             | Maebashi   | 5.      | skok w dal         | 8,16  |
| 1999    | Finał Grand Prix IAAF                 | Monachium  | srebro  | skok w dal         | 8,29  |
| 2000    | Igrzyska olimpijskie                  | Sydney     | 9. H    | skok w dal         | 7,98  |
| 2001    | Mistrzostwa świata                    | Edmonton   | 7.      | skok w dal         | 8,08  |
| 2001    | Igrzyska dobrej woli                  | Brisbane   | srebro  | skok w dal         | 8,07  |
| 2002    | Igrzyska Wspólnoty Narodów            | Manchester | NM      | skok w dal         | N/A   |
| 2003    | Halowe mistrzostwa świata             | Birmingham | 6. H    | skok w dal         | 7,74  |
| 2003    | Mistrzostwa świata                    | Paryż      | srebro  | skok w dal         | 8,28  |
| 2004    | Halowe mistrzostwa świata             | Budapeszt  | srebro  | skok w dal         | 8,31  |
| 2004    | Igrzyska olimpijskie                  | Ateny      | 4.      | skok w dal         | 8,31  |
| 2005    | Mistrzostwa świata                    | Helsinki   | 9.      | skok w dal         | 8,02  |
| 2005    | Światowy Finał IAAF                   | Monako     | brąz    | skok w dal         | 8,28  |
| 2006    | Halowe mistrzostwa świata             | Moskwa     | 6. H    | skok w dal         | 7,78  |
| 2006    | Igrzyska Wspólnoty Narodów            | Melbourne  | DNS H   | skok w dal         | N/A   |
| 2007    | Mistrzostwa świata                    | Osaka      | 6.      | skok w dal         | 8,17  |
| 2008    | Halowe mistrzostwa świata             | Walencja   | 6.      | skok w dal         | 7,85  |
| Źródło: |                                       |            |         |                    |       |

Siedem razy w karierze zdobył złoty medal mistrzostw kraju, tytuły te wywalczył w latach 1996-2007.

## Rekordy życiowe
- skok w dal – 8,62 (5 kwietnia 1997, Orlando)
- trójskok – 17,92 (20 maja 1995, Odessa)

Źródło: 
Beckford uzyskał najlepsze wyniki na świecie w skoku w dal w 1998 oraz w 2001.

## Odznaczenia i wyróżnienia
Trzykrotnie został wybrany Sportowcem Roku na Jamajce (1995, 1996 oraz 2003).